# Hevesaranyos
Hevesaranyos is een plaats (község) en gemeente in het Hongaarse comitaat Heves. Hevesaranyos telt 722 inwoners (2007).